# Banda Ráfaga
La Banda Ráfaga es una technobanda mexicana originaria de la ciudad de San Pedro Lagunillas, Nayarit, México fundada en el año 1993, que tuvo su gran apogeo en la década de los 90's con el ritmo de la Quebradita, ejecutando cumbias banda. En algunos de sus temas, es mucho más fácil reconocer el hecho de que su estilo esta más fusionado al ritmo de música Country.

## Comienzos de la Banda
El 8 de diciembre de 1993, en el poblado de San Pedro Lagunillas, Nayarit, lugar de donde son originarios sus integrantes y aún es considerada una de las bandas de más joven formación en la onda grupera, y en donde sus integrantes constan con experiencia en el ambiente artístico. 

## Éxitos
Su primer lanzamiento musical incluido así mismo en su primer disco, continúa siendo grandes éxitos en algunos estados: Mil Cartas, Prendido a un sentimiento, Te invito a bailar, Mamagay, etc. Fueron canciones que se incluyeron en este primer material discográfico que se denominó Al Ataque en 1994. 
Para 1995 Banda Ráfaga lanza su segundo material discográfico que lleva por nombre Una noche de banda donde se incluyeron canciones como Doce rosas ,Ráfaga en Rodeo y Una noche de banda. 
Con la tinta de mi sangre es el título que se lleva desde 1996, su tercer material discográfico realizado en la ciudad en la ciudad de Monterrey en la compañía discográfica Disa. De este material surgieron Con la tinta de mi sangre, Y te preguntaras, Si quieres volver, Vaquero sin suerte ,Pa' que sientas lo que siento, etc, en este disco se integró Damián, el exvocalista de la Banda Mr. Juniors grabando el tema Hey! morena, más al no lograrse un acuerdo abandono a la agrupación. En ese mismo tiempo su primera compañía Dimusa se vendió a Disa y los álbumes Al ataque y Noche de banda se reeditaron poco tiempo después.
A finales de 1997 se lanza su producción No vas a creer del cual solo se lanzó el tema del mismo nombre, pero igual este álbum contó con los temas Aunque te enamores,Mente loca,Bella,Mi corazón está llorando, etc, después del lanzamiento los integrantes no lograron un acuerdo para seguir grabando con Disa y por tanto abandonaron a la disquera.
Para 1999, la banda cambia de sello discográfico a IM Discos,y su primera producción es Y todavía hay amor de donde se lanza Y todavía hay amor, entre otros temas como No te supe querer, Cable de acero, Algo sin igual, María, etc.
En el nuevo milenio, en el año del 2000 se lanza Para ellas del cual se desprendió Hoja en blanco con banda sinaloense, y también El baile del sua sua, entre otros temas como Oh gran Dios, Te extraño, Anhelo, El enano, etc.
Para 2002 se lanza Llévame contigo, producción en la cual se grabó con banda sinaloense, con temas como Llévame contigo, Amigo del alma, Me gusta el merengue, De punta a punta, Siempre te llevare, etc.
En 2003, experimentan con el duranguense con el disco Como te extraño con temas como Dulce bien, Como te extraño, Supe perder, Te propongo, etc.
En el año del 2004 con más Ráfaga de energía y su concepto original, Banda Ráfaga grabó su octavo lanzamiento que como todas sus producciones promete remarcar su calidad y estilo, esta es la octava producción con su título Adiós, adiós amor del cual se desprende sus sencillos, Dame un beso y dime adiós Adiós, adiós amor, Carola etc.
En 2008, se lanza Di, ámame más con los temas Di, ámame más La única estrella Sunguirirungui,Bombo y maracas,Cuentame todas tus penas, etc.
Para 2011 se lanza Llegaste a mi vida con los temas No hay vacante,Amigo mesero,El último trago,Bota y tambor,Aunque mal paguen ellas, etc.

## Incursión en el Duranguense
Con la llegada de su novena producción discográfica, con la que incursionó en el famoso pasito duranguense explicando que la technobanda tiene un compás muy parecido a este último, y tomaron la decisión de probar suerte con una producción en este ritmo, a pesar de que algunos de sus fanes no tomaron con buen gusto esto, debido a que eran más aplaudidos por su sonido más "quebrador" dicho acto desilusionó en gran manera a sus seguidores y esperan que en sus presentaciones no pierdan el sonido y ambiente que siempre han tenido con la "Cumbia banda", pues los prefieren en su clásico estilo que en el que trataron de incursionar.

## Integrantes
- José de Jesús Verdín Serafín, (Batería),
- Luís Fernando Serafín Ramírez (Trompeta),
- Esteban Delgado Serafín (Vocalista),
- Emmanuel Delgado Ortega (vocalista),
- Juan Ángel Rodríguez García (bajo eléctrico)
- César Manuel Colio Salvatierra (Clarinete y Trombón),
- J. Martín Torres Sauceda (Saxofón y Clarinete),
- Octavio Ramírez Rodríguez (Teclado Electrónico),
- Ricardo Bueno Delgado (Trombón),
- Francisco Gutiérrez Hernández (Trompeta),

## Discografía
- 1994

Al Ataque (Primer disco en Dimusa)
- 1995

Noche de banda
- 1996

Con la tinta de mi sangre
- 1997

No vas a creer (Último disco en Disa)
- 1999

Y todavía hay amor (Primer disco en IM Records)
- 2000

Para ellas
- 2002

Llévame contigo
- 2003

Como te extraño
- 2004

Adiós, adiós amor
- 2008

Di ámame más
- 2011

Llegaste a mi vida